# Куба (приток Волги)
Куба, в низовьях — Белая Куба — река в России, протекает по Старополтавскому району Волгоградской области. Длина реки составляет 37 км. Площадь водосборного бассейна — 682 км².
Начинается в прудах у хутора Вербного, лежащих на высоте 51,5 метра над уровнем моря. Течёт по открытой местности, сначала на северо-запад, потом — на запад. На берегах реки расположены населённые пункты Цветочное, Суетиновка, Посевной. Устье реки находится в 43 км по левому берегу Ерусланского залива Волгоградского водохранилища у хутора Новый Тихонов. Высота устья — 15 м.
Основной приток — река Яма, впадает слева в 9,4 км от устья.

## Данные водного реестра
По данным государственного водного реестра России относится к Нижневолжскому бассейновому округу, водохозяйственный участок реки — Еруслан от истока и до устья. Речной бассейн реки — Волга от верхнего Куйбышевского водохранилища до впадения в Каспий.
Код объекта в государственном водном реестре — 11010002012112100011236.